# 비산동 (대구)
비산동(飛山洞)은 대한민국 대구광역시 서구의 법정동이다.

## 역사
- 1895년 음력 윤5월 1일: 대구부 대구군 서중면 내비동/외비동[1]
- 1896년 8월 4일: 대구부 대구군이 경상북도 대구군이 되면서 관할 변경[2]
- 1910년 10월 1일: 대구군이 대구부로 개칭되면서 관할 변경[3]
- 1914년 4월 1일: 행정구역 개편(부군면 통폐합)에 따라 경상북도 달성군 달서면 비산동이 됨[4]
- 1938년 10월 1일: 달성군 달서면 비산동이 대구부로 편입[5]
- 1938년 11월 2일: 비산동이 대구부 서부출장소 관할이 됨[6]
- 1949년 8월 15일: 대구부가 대구시로 개칭되며 관할 변경[7]
- 1963년 1월 1일: 대구시 서구 설치와 함께 서구 관할이 됨[8]
- 1965년 2월 1일: 비산동이 비산1동, 비산2동, 비산3동, 비산4동으로 분동[9]
- 1970년 7월 1일: 비산1동 일부가 비산5동으로 분동[10]
- 1975년 10월 1일: 비산1동과 비산3동 각 일부가 비산6동으로 분동[11]
- 1979년 1월 1일: 비산5동 일부가 비산7동으로 분동[12]
- 1981년 7월 1일: 대구직할시 설치에 따라 관할 변경[13]
- 1995년 1월 1일: 대구직할시가 대구광역시로 개칭되며 관할 변경[14]
- 1997년 1월 1일: 비산2동과 비산3동을 비산2·3동으로 합동[15]

## 주요 시설

### 관공서
- 대구서부경찰서 관할
  - 평산지구대(비산2·3동)
  - 원대파출소(비산5동)
  - 북비산치안센터(비산6동)
  - 비산7동치안센터(비산7동)
- 대구서부소방서 비산소방파출소(비산2·3동)
- 서대구우체국 관할
  - 비산동우체국(비산6동)
  - 비산7동우체국(비산7동)

### 교육 기관
- 대구대성초등학교(비산4동)
- 대구북비산초등학교(비산1동)
- 대구비봉초등학교(비산1동)
- 서대구초등학교(비산7동)
- 대구서부초등학교(비산2·3동)
- 대구인지초등학교(비산5동)
- 대구청라중학교(비산4동)
- 대구제일고등학교(비산4동)

### 금융 기관
- 국민은행 비산동지점(비산4동)
- 기업은행 비산동지점(비산7동)
- 농협
  - 서대구농협 만평지점(비산7동)
  - 서대구농협 북비산지점(비산1동)
  - 서대구농협 비산지소(비산2·3동)
- iM뱅크
  - 북비산지점(비산6동)
  - 팔달지점(비산5동)
  - 팔달로출장소(비산7동)
- 새마을금고
  - 날뫼새마을금고(비산2·3동)
  - 비산새마을금고(비산2·3동)
  - 비산1동새마을금고
  - 비산4동새마을금고
  - 비산5동새마을금고
  - 비산7동새마을금고
  - 서대구새마을금고(비산6동)
- 신용협동조합
  - 비산7동신용협동조합
  - 비산천주교회신용협동조합(비산1동)
  - 서대구신용협동조합(비산2·3동)
- 신한은행 비산동지점(비산7동)

### 버스 터미널
- 대구북부시외버스터미널(북부정류장, 비산7동)

## 주거 시설
- 힐스테이트 서대구역 센트럴아파트(7동) - 2025년 7월 예정
- 비산 보성아파트(7동) - 1983년 10월
- 명보맨션(7동) - 1979년 6월
- 삼성 만평아파트(5동) - 1982년 9월
- 비산 양지아파트(5동) - 1982년 9월
- 한신 휴플러스아파트(4동) - 1982년 9월
- 비산 시영아파트(1동) - 1979년 6월

## 출신인물
- 김상훈: 현.국회의원(19~21대/대구 서구/국민의힘)
- 뷔: 대한민국의 보이 그룹 방탄소년단의 일원